# Centre-ville du Caire

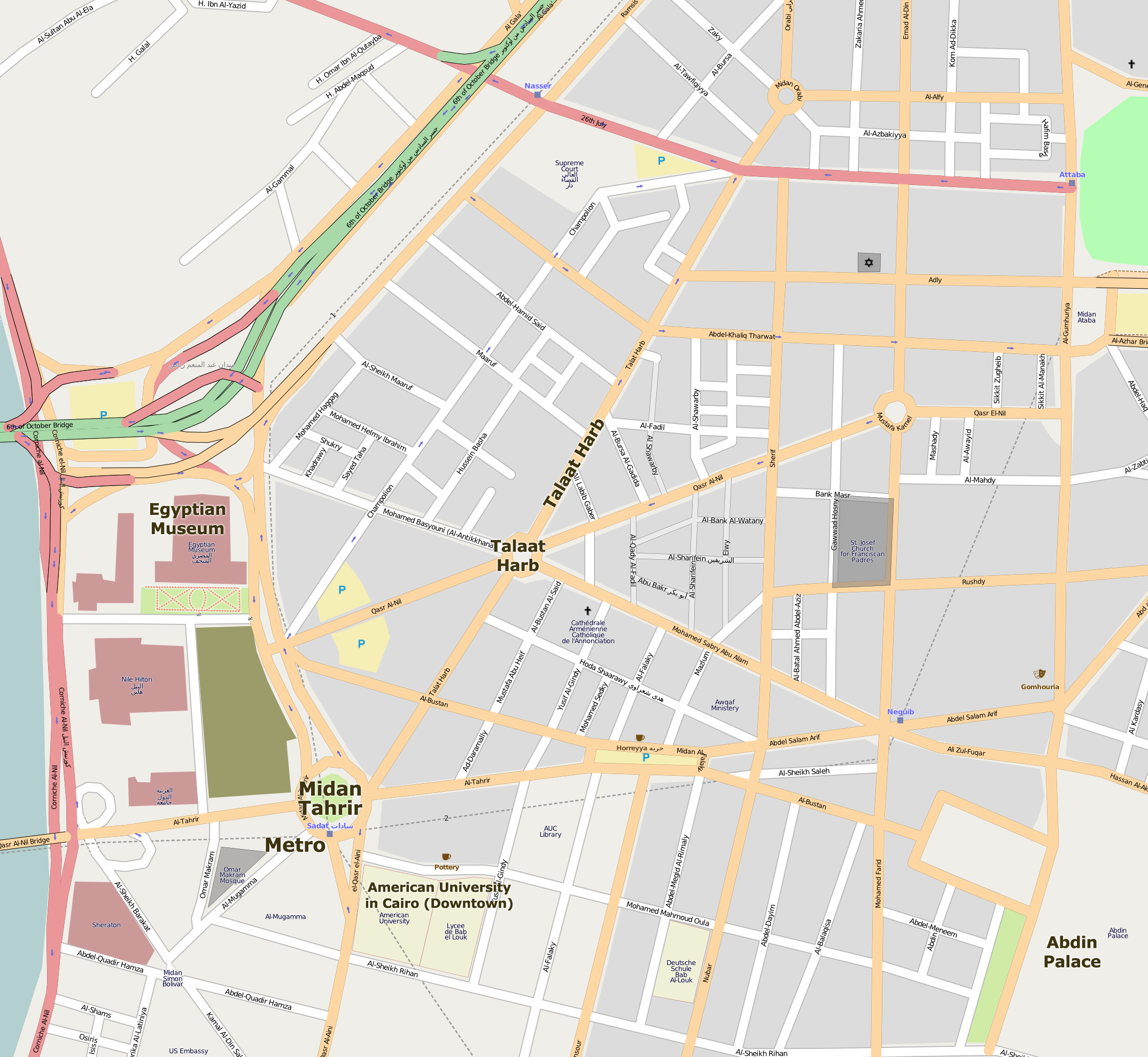
Carte du Centre-ville du Caire (cliquer pour agrandir).

Le centre-ville du Caire (وسط البلد, Wast El Balad) est situé en bordure du Nil, sur la rive droite, entre la place Tahrir, la place Ramsès et la place Ataba. Anciennement appelé Ismaïlia, le quartier a été construit à la fin du XIXe siècle à l'initiative du khédive Ismaël ; il est désigné également par l'appellation Caire khédivial.

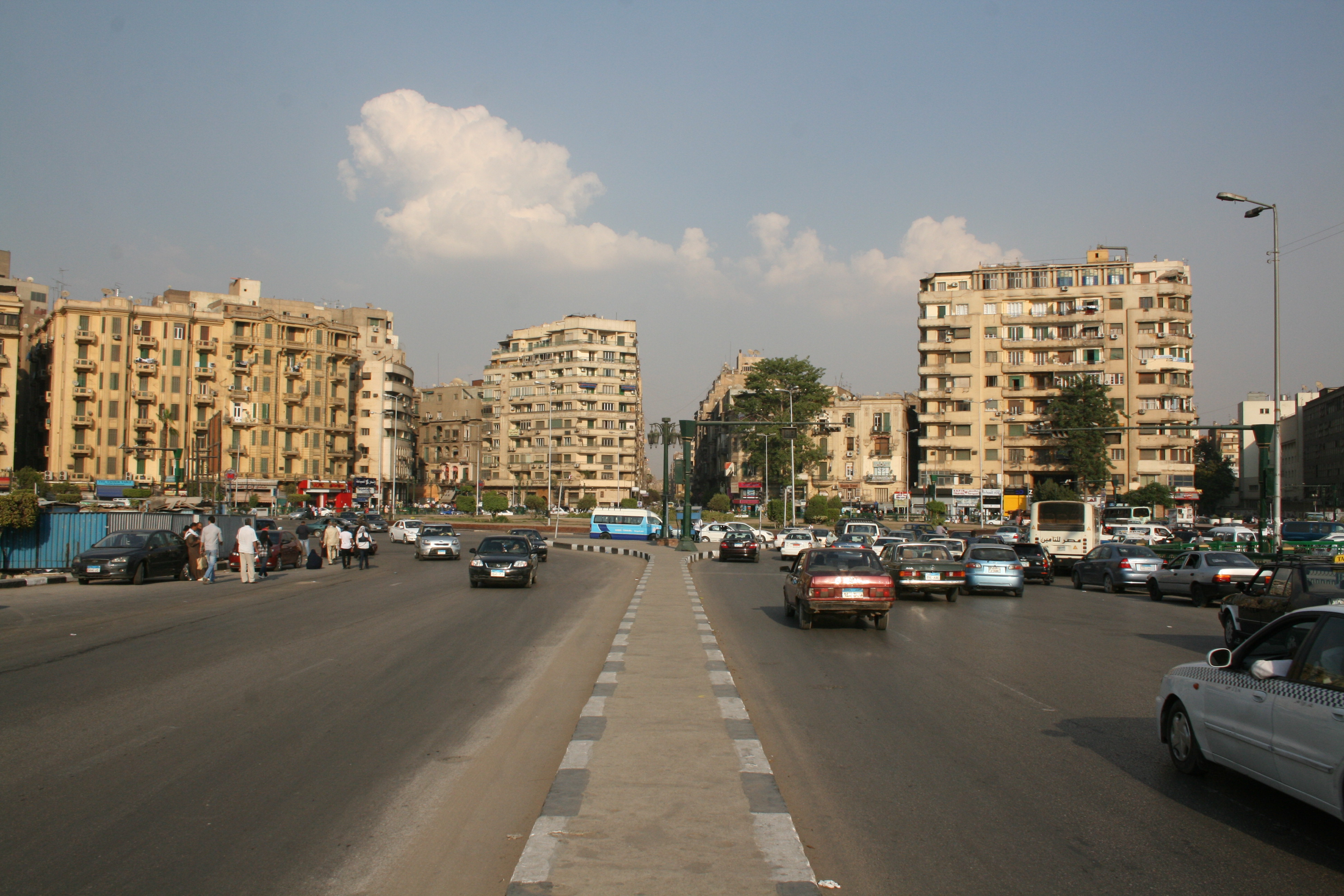
Rue Qasr al-Nil et Place Tahrir

## Histoire
Au milieu de l'année 1868, le gouverneur de l'Égypte Ismaïl Pacha, dirigeant de l'Égypte de 1863 à 1879, fonde plusieurs nouveaux quartiers à la frange de la ville ancienne du Caire (ou ville médiévale, ou ville fatimide). En effet, il se propose de faire du Caire une capitale digne des plus grandes villes d'Europe. Pour réaliser son projet, il saisit l'occasion offerte par l'événement international programmé pour la fin de l'année 1869 : l'inauguration du canal de Suez, à laquelle il invite les chefs d'État européens. Ismaïl compte sur cette rencontre et sur sa couverture médiatique pour présenter au monde la prospérité économique de l'Égypte, sa modernité par rapport aux autres provinces ottomanes, sa forte autonomie vis-à-vis d'Istanbul, et enfin le rôle géostratégique que l'Égypte peut jouer comme tête de pont de l'Europe vers l'Afrique centrale.

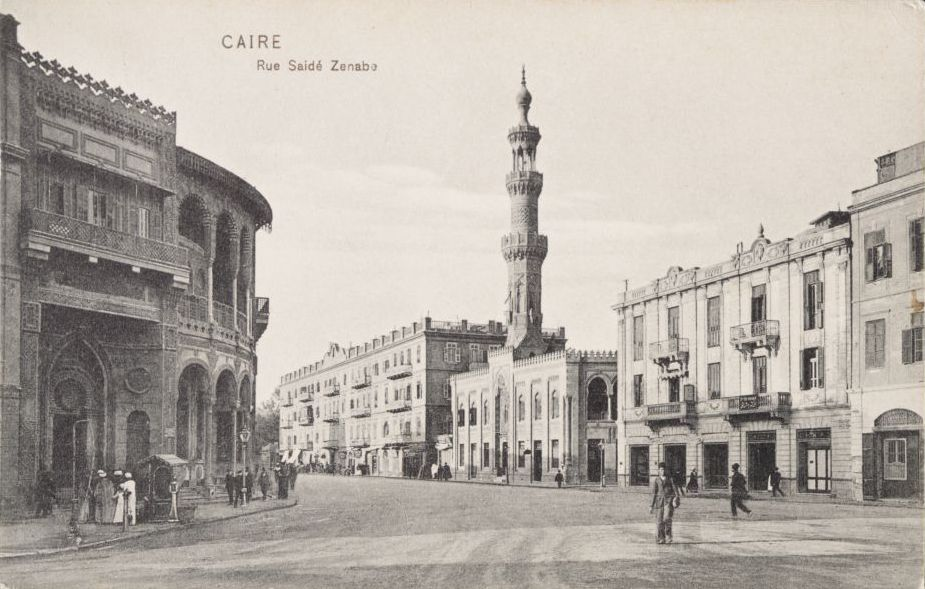
Rue Sayyeda Zaynabe

Avant l'édification du quartier, il n'y avait entre le vieux-Caire et le Nil qu'une vaste étendue de terres basses, entièrement submergées par la crue, et cultivées par endroits, à l'époque des basses eaux. À partir de 1870 cet espace est remblayé et de larges voies carrossables sont tracées, bordées d'arbres.
Le quartier a été conçu par des architectes français, le khédive Ismaël ayant souhaité à la suite de sa visite à Paris reproduire dans son royaume le modèle haussmannien avec de grandes avenues au tracé géométrique. Toutes les constructions de ce quartier ont été réalisées à l'européenne où le goût italien prédomine. À l'origine on y trouve surtout des maisons résidentielles, des villas entourées de jardins, ainsi que des établissements bancaires et des magasins de mode présentant des marques françaises et anglaises. Le quartier qui s'appelle alors « Ismaïlia » (du nom de son promoteur) a été imaginé comme un « Paris-sur-le Nil » pour la classe aisée égyptienne et la population européenne. De nombreux hôtel de luxe sont édifiés tels l'Hôtel Shepheard en 1841, le New Hotel en 1865 puis le Grand Continental en 1890, le Savoy en 1898, le National en 1905 qui accueillent notamment l'aristocratie européenne.
Par la suite cependant, à mesure que de nouveaux quartiers modernes ont été construits au Caire, les habitants ont quitté en nombre le Centre-ville qui est devenu un quartier d'affaires plutôt qu'un quartier résidentiel.

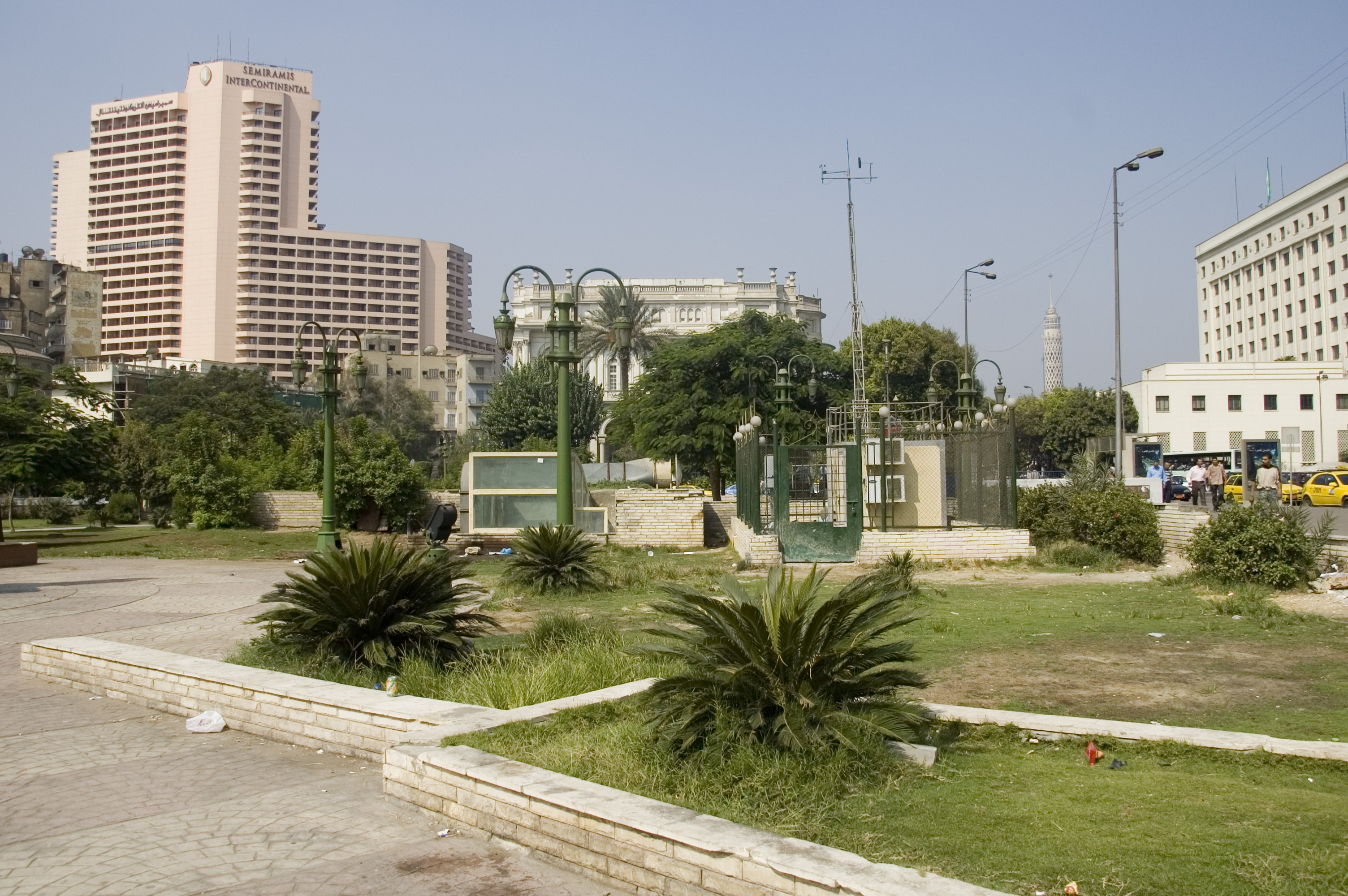
Place Tahrir

Après la révolution des officiers de 1952, et le départ des résidents de nationalité étrangère lors de la crise de Suez en 1956-1957, le Centre-ville a commencé à décliner. L'activité économique y a diminué, ses magasins n'attiraient plus la clientèle fortunée. Les beaux édifices anciens ont été transformés en établissements scolaires ou administratifs et faute d'entretien ont présenté une apparence de plus en plus délabrée.

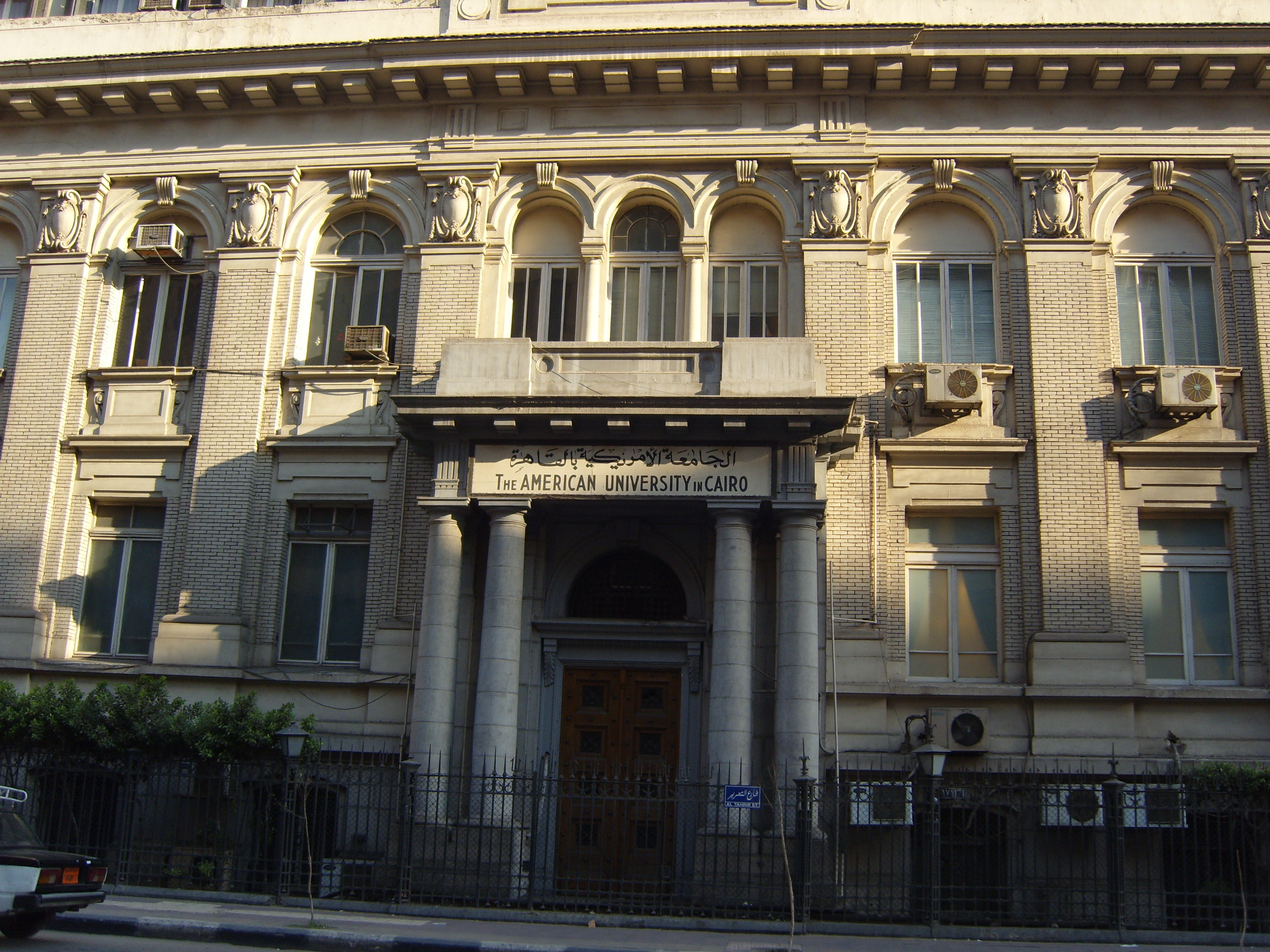
Université américaine du Caire près de la place Tahrir

## Description
La plus ancienne place du centre-ville Caire est la place Tahrir construite en 1863. Y sont situés notamment notamment le célèbre Musée égyptien, bâti en 1902 et, en face, l'hôtel Nile Ritz-Carlton ; un peu plus loin se trouvent le bâtiment de la Ligue arabe, juste avant le pont Qasr Al-Nil, ainsi que l'Université américaine.
La rue Qasr Al-Nil, une des plus connues du centre-ville, était réputée autrefois pour ses grands magasins de mode tels que le Salon Vert, Cicurel et Chalon, ses restaurants et ses cafés dont Groppi, Estoril et Le Grillon, situés dans les ruelles qui relient Qasr al-Nil aux autres rues du centre. L'immeuble abritant Groppi, construit par l'architecte italien Antonio Lasciac constitue l'un des joyaux du Caire khédivial ; ce même architecte a laissé son empreinte sur de nombreux édifices du Caire. 
Place de l'Opéra se trouve le théâtre d'Ezbékiyeh, l'actuel Théâtre national, dont le khédive Ismaël avait ordonné la construction, devant  le jardin d'Ezbékiyeh. La statue d'Ibrahim pacha, fils de Mohamad Ali pacha, trône au milieu de la place de l'Opéra. 
Rue Gomhouriya se trouvent le théâtre Gomhouriya, de style néoclassique, construit en 1926, et l'hôtel Continental Savoy, construit en 1869 par l'architecte Christopher Wray. 
Place Ataba, de style néo-baroque, on peut voir, coiffé d'un globe terrestre porté par quatre anges, l'immeuble Tiring, bâti en 1913 par l'architecte autrichien Oscar Horowitz.
La place Abdine abrite notamment le palais présidentiel (palais d'Abedin reconstruit par Antonio Lasciac en 1909-1911). Elle donne sur la rue Mohamad Farid où se dresse l'église Saint-Joseph (début XXe siècle). « Cette église, réalisée par l'architecte Aristide Léonori, réunit les deux styles toscan romanesque et éclectique ».
Les quatre immeubles khédiviaux, réalisés par l'architecte italien Antonio Lasciac en 1911 et dont chacun est surmonté d'une coupole, sont situés rue Emadeddine.

## Projet de réhabilitation
Un comité pour la réhabilitation du patrimoine du Caire (Cairo Heritage Development Committee) s'est formé en 2016 sur décision présidentielle ; il prend la suite de projets antérieurs dont l'instabilité politique et notamment la révolution de 2011 avaient compromis la réalisation. 